# 1977 في الصين
فيما يلي قوائم الأحداث التي وقعت خلال عام 1977 في الصين.

## سياسة

### انتهاء فترة المنصب
- 1 مارس – هوا جيو فينج Minister of Public Security (China) [الإنجليزية]‏.

## مواليد

### يناير
- 1 يناير – تيرينس كوه فنان أمريكي.
- 1 يناير – خليل ماموت
- 1 يناير – ماو ني
- 1 يناير – هان دونغ سياسي كندي.
- 23 يناير – تشن يانغ
- 28 يناير – زاو تاو ممثلة صينية.

### فبراير
- 24 فبراير – شو تشانغ لاعب كرة قدم صيني.
- 26 فبراير – يوان لين لاعب كرة قدم صيني.

### مارس
- 3 مارس – تشنغ ليانغ لاعب كرة قدم صيني.
- 11 مارس – دنيس فونغ رجل أعمال أمريكي.
- 13 مارس – جيانغ بو منافِسة أوليمبية صينية.
- 19 مارس – ليو لو لاعب تنس الريشة.

### أبريل
- 3 أبريل – كوني وونغ لاعبة كركيت صينية.
- 10 أبريل – ياو جي لاعب تنس الريشة.
- 18 أبريل – وي شين لاعب كرة قدم صيني.
- 25 أبريل – قي ويتشينغ لاعب كرة ماء صيني.
- 29 أبريل – لي هوا لاعب كرة طائرة صيني.

### مايو
- 3 مايو – لي هايكيانغ لاعب كرة قدم صيني.
- 12 مايو – وو فاي مغنية صينية.
- 19 مايو – تشنغ ران

### يونيو
- 30 يونيو – لي ليلي لاعب كرة قدم صيني.

### يوليو
- 4 يوليو – تشنغ بين لاعب كرة قدم صيني.
- 6 يوليو – لي جينيو لاعب كرة قدم صيني.
- 13 يوليو – جيانغ نان
- 18 يوليو – بان لينا لاعبة كرة قدم صينية.
- 29 يوليو – هان زيدونغ لاعب كرة ماء صيني.

### أغسطس
- 22 أغسطس – فونغ كووك واي لاعب سنوكر صيني.
- 23 أغسطس – جاك هو

### سبتمبر
- 14 سبتمبر – يانغ يانغ
- 16 سبتمبر – فيليب نج ممثل أمريكي.
- 17 سبتمبر – فيفيان تان لاعبة تنس طاولة أسترالية.
- 18 سبتمبر – لي تي لاعب كرة قدم صيني.
- 19 سبتمبر – بون يو تشيوك لاعب كرة قدم صيني.
- 22 سبتمبر – كيث تشان سائق سيارة سباق صيني.
- 30 سبتمبر – صن جيهاي لاعب كرة قدم صيني.

### نوفمبر
- 2 نوفمبر – غي وانغ
- 4 نوفمبر – تشن يينغ لاعبة رماية صينية.
- 9 نوفمبر – سو يو مان
- 11 نوفمبر – لو كا تشونغ سائق سباق صيني.
- 26 نوفمبر – تشانغ جون

## وفيات

### مايو
- 15 مايو – يانغ سين (مواليد 1884) سياسي صيني.

### يونيو
- 12 يونيو – آي. مايكل ليرنر (مواليد 1910)